# Scorn (jeu vidéo)
Pour le groupe, voir Scorn.
Scorn est un jeu vidéo développé et édité par le studio serbe Ebb Software, sorti le 14 octobre 2022. Il combine des éléments de jeu de réflexion, de tir à la première personne et d'horreur.
L'univers et l'esthétique du jeu s’inspirent du travail des artistes Hans Ruedi Giger et Zdzisław Beksiński.

## Développement
Développé à Belgrade en Serbie, Scorn est annoncé en 2014 par un trailer montrant des images du jeu en pré-alpha. Une campagne de financement participatif via Kickstarter suit mais échoue à atteindre les objectifs. En 2016, le studio annonce que le jeu sera divisé en deux parties, la première étant intitulée Dasein. Une seconde campagne Kickstarter est lancée en 2017 et permet de lever plus de 190 000 €. Après plusieurs reports, le format épisodique est abandonné en 2019. En mai 2020, le jeu est annoncé sur la future console Xbox Series.
En décembre 2021, le jeu est annoncé pour octobre 2022. Sa sortie, d'abord prévue pour le 21 octobre 2022, est finalement avancée d'une semaine pour être fixée au 14 octobre 2022. En octobre 2023, Scorn est publié sur PlayStation 5.

## Réception
Scorn reçoit à sa sortie un accueil critique « mitigé », recueillant le score de 72/100 sur l'agrégateur Metacritic, sur 56 critiques. Bien que la qualité de la direction artistique du jeu, avec ses décors et son ambiance qui rendent hommage à l'horreur biomécanique de Hans Ruedi Giger, soit soulignée par la critique, le système de combat est particulièrement mal reçu,.